# Comuna Lopadea Nouă, Alba
Lopadea Nouă (în maghiară: Magyarlapád, în germană: Schaufeldorf) este o comună în județul Alba, Transilvania, România, formată din satele Asinip, Băgău, Beța, Cicârd, Ciuguzel, Lopadea Nouă (reședința), Ocnișoara și Odverem.

## Istoric
Pe Harta Iosefină a Transilvaniei din 1769-1773 (Sectio 154) localitatea apare sub numele de „M.Lapad val.Lopadia” ("Magyar Lapad walachisch Lopadia" = "Lopadea maghiară, pe românește Lopadia"). 
Aproximativ la mijlocul distanței între satele Lopadea Nouă și Ciuguzel este marcat locul unde în trecut condamnații erau pedepsiți corporal pentru faptele lor, inclusiv prin spânzurare (Gericht).

## Demografie
Componența etnică a comunei Lopadea Nouă
     Maghiari (51,25%)
     Români (44,6%)
     Alte etnii (0,25%)
     Necunoscută (3,9%)
Componența confesională a comunei Lopadea Nouă
     Reformați (50,78%)
     Ortodocși (42,65%)
     Greco-catolici (1,53%)
     Alte religii (0,76%)
     Necunoscută (4,28%)
Conform recensământului efectuat în 2021, populația comunei Lopadea Nouă se ridică la 2.359 de locuitori, în scădere față de recensământul anterior din 2011, când fuseseră înregistrați 2.759 de locuitori. Majoritatea locuitorilor sunt maghiari (51,25%), cu o minoritate de români (44,6%), iar pentru 3,9% nu se cunoaște apartenența etnică. Din punct de vedere confesional, majoritatea locuitorilor sunt reformați (50,78%), cu minorități de ortodocși (42,65%) și greco-catolici (1,53%), iar pentru 4,28% nu se cunoaște apartenența confesională.

## Politică și administrație
Comuna Lopadea Nouă este administrată de un primar și un consiliu local compus din 11 consilieri. Primarul, Marian-Cătălin Indreiu[*], de la Partidul Național Liberal, este în funcție din 2000. Începând cu alegerile locale din 2024, consiliul local are următoarea componență pe partide politice:
|  | Partid                                 | Consilieri | Componența Consiliului | Componența Consiliului | Componența Consiliului | Componența Consiliului | Componența Consiliului | Componența Consiliului |
|  | -------------------------------------- | ---------- | ---------------------- | ---------------------- | ---------------------- | ---------------------- | ---------------------- | ---------------------- |
|  | Partidul Național Liberal              | 6          |                        |                        |                        |                        |                        |                        |
|  | Uniunea Democrată Maghiară din România | 4          |                        |                        |                        |                        |                        |                        |
|  | Partidul Social Democrat               | 1          |                        |                        |                        |                        |                        |                        |

## Atracții turistice
- Biserica reformată din Lopadea Nouă, construcție din secolul al XV-lea, monument istoric
- Biserica de lemn „Sfântul Teodor Tiron” din satul Băgău, construcție din secolul al XVIII-lea, monument istoric
- Rezervația naturală „Tăul fără fund” (3 ha), satul Băgău
- Monumentul Eroilor, satul Băgău
- „Murătoarea” (izvorul de sare) de la Ocnișoara[8]
- Băgău (sit de importanță comunitară inclus în rețeaua ecologică europeană Natura 2000 în România)